# Пакистанский вариант английского языка
Пакиста́нский англи́йский (англ. Pakistani English, аббр.: PE, урду پاکستانی انگریزی‎ pākistānī angrezī) — вариант английского языка, использующийся на территории Пакистана. Впервые он был выделен в 1970-80 годах. Он немного отличается от других вариантов английского, в том числе в лексике, синтаксисе, произношении, правописании и т.д. Почти половина населения Пакистана в той или иной мере владеет английским языком, который, наряду с урду, является официальным.

## История
Британское владычество в Индии продолжалось в течение около двухсот лет, но регион, составляющий ныне Пакистан, вошел в состав империи довольно поздно: Синд в 1843 году, Пенджаб (в то время в него входила и современная провинция Хайбер-Пахтунхва) в 1849 году, часть Белуджистана (в том числе Кветта) в 1879 году. В результате английский язык и англоязычная культура распространились там не так глубоко, как в Индии, но тем не менее, английский язык стал языком элиты, высших слоёв общества, а также колониальных учебных заведений. В результате колониальной политики, английский язык стал обширно использоваться на государственном (административном) уровне, в среде высшего офицерского состава, в судопроизводстве, в университетах и крупнейших СМИ, так как все это стало подконтрольным британцам, и так продолжилось в уже образованном государстве Пакистан. При этом, лишь в конституции 1973 года английский был провозглашен одним из официальных языков независимой страны (наряду с урду и провинциальными языками). Англоязычное наследие Пакистана представляет собой крупную часть всего культурного наследия страны. Кроме того, до сих пор этот язык довольно популярен в высшем образовании и власти.

## Отличия от индийского английского
Пакистанский английский очень похож на индийский, но между ними есть и различия, усилившиеся после обретения независимости. Некоторые исследователи считают, что английский язык в Пакистане обогатился за счет элементов местных языков, таких как урду, синдхи, пушту, панджаби и т.д. Можно считать, что в Пакистане имеется несколько видов английского языка: англизированный английский (англ. Anglicised English / Anglicised PE), практически совпадающий со стандартным британским; акролектический (англ. acrolectal PE), язык пакистанцев, живущих в англоязычной среде; мезолектический (англ. mesolectal PE), использующийся средним образованным жителем Пакистана; базилектический (англ. basilect PE), язык малообразованного населения, а также обслуживающего персонала (например, официантов).
Ученые отмечают некоторые уникальные, свойственные только пакистанскому английскому слова, выражения и разговорные идиомы. При этом, иностранные компании быстрее осваиваются именно в Пакистане, чем в Индии. Как и индийский вариант английского, пакистанский сохранил в себе много выражений, считающихся устаревшими в Британии.

## Использование в Пакистане
Английский язык является официальным языком Пакистана. Все правительственные документы, военные коммуникации, уличные знаки, многие вывески, деловые контракты, суды и т.д. используют английский. Английский язык изучается в пакистанских школах, а в некоторых частных заведениях является языком обучения. Многие колледжи и университеты используют преимущественно английский.
Пакистан может похвастаться многочисленными англоязычными СМИ. Крупнейшие газеты имеют издания на английском языке. Крупный новостной телеканал страны, DAWN News, только 15 мая 2010 года полностью перешел на урду. Ранее существовал также вещающий на английском телеканал Express 24/7.

### Пакистанская англоязычная литература
Литература на английском языке - неотъемлемая часть культурного наследия Пакистана.
Придя в Южную Азию, английский быстро стал языком поэзии. На нем писали такие поэты, как Шахид Сухраварди, Аламгир Хашими, Ахмад Али, Тауфик Рафат, Дауд Камаль, Маки Курейши и другие. В развитие англоязычной прозы внесли вклад Зульфикар Гос, Бапса Садхва, Ахмад Али.
Пакистанская литература на английском стала набирать популярность лишь в конце 20-го века. На рубеже 20 и 21 веков произведения пакистанцев на английском стали получать международные награды.

## Особенности
По причине использования английского языка по всей стране людьми разных национальностей, пакистанскому английскому свойственны некоторые особенности.
Прежде всего, может встречаться дословный перевод фраз с родного языка на английский (англ. This is John - в Пакистане можно увидеть англ. This John is, так как в языках региона распространен порядок слов SOV). Тем не менее, большинство образованных людей значительно приближают свой язык к стандартному британскому, с некоторыми элементами американского (он распространился, в основном, вместе с телекультурой).
В фонетике встречается произношение английского r твердо и отчетливо, а звуки d и t заменяются церебральными ṭ и ḍ.
Некоторые слова из урду перешли во всемирный английский, например англ. cummerbund из урду کمر بند‎ kamar band. Кроме того, по причине расположения на территории современного Пакистана крупных гарнизонов британской армии (например, в Равалпинди и Пешаваре), в местный жаргон вошли многие военные термины из местных языков.

### Особые слова
Некоторые стандартные английские слова используются иначе в Пакистане. Например, словом chips называют как картофельные чипсы, так и «картофель фри», а слово lemon обозначает как лимон, так и лайм (стандарт. lime). Другие выражения:
- Uncle / Aunty - «Дядя / тетя» - уважительное обращение к старшим по возрасту/положению: «Uncle, please give way» - «Уважаемый, дайте пройти».
- Double и triple - «двойной» и «тройной» - при произнесении номеров телефона (в стандартном каждая цифра читается отдельно). Пример: 2233344 - double two, triple three, double four «дважды два, трижды три, дважды четыре», 2222555 - double two double two triple five «дважды два, дважды два, трижды пять».
- Double roti - хлеб (روٹی‎ roṭī - хлеб, хлебные лепешки).
- Shopper - сумка, с которой ходят в магазин (а не как в стандартном - «покупатель»). Иногда так называют заказчика чего-либо.
- Opening/closing - и «открыть/закрыть», и «включить/выключить» (в пакистанских языках обе пары глаголов звучат одинаково).
- Light Gone - отключение электричества поставляющей его компанией (сравните с русским «отключить свет»).
- Number - и «номер», и «оценка, балл» (напр., на экзаменах). В урду это слово используется в такой форме для обоих чисел, и это может переноситься на английский.
- His/her meter has turned или -is high - это значит, что человек потерял свой нрав, «Как ему/ей не стыдно!» или «Он слишком много на себя берет!».
- Got no lift - значит не получать внимания, помощи, заботы от кого-то.
- In-Charge - обычно так называют руководителя группы, коллектива.
- Same to same - «точно такой же», сравните с урду جیسے کو تیسا‎ jɛse ko tɛsȃ.
- On parade - на работе, или в другом месте, где необходимо быть. Обычно используется в контексте, подразумевающем начало, например I have been hired by the company, on parade from next Monday - «Я был принят на работу в компании, выхожу туда со следующего понедельника».
- Out of station - вне города. В британской Индии военные размещались в «stations», отсюда и выражение.
- Become a direct Sergeant или Become a direct Havildar - это значит, что человек не соответствует выполняемым обязанностям по умению или возрасту, так же так говорят о слишком амбициозных, торопливых или быстро разбогатевших людей. Пример: no wonder that team has failed so badly, leader was a direct Sergeant «Неудивительно, что команда потерпела столь сокрушительное поражение, ведь командир был неподходящим (или "не дорос еще до этого")».
- Miss - обращение к вышестоящим по положению женщинам (напр., учеников к учителям), вне зависимости от семейного положения. Чрезвычайно редко так обращаются к коллегам или подчиненным женщинам.
- Madam - обозначает женщину, выполняющую функцию управленца где-либо (в основном - в коллективе).
- Sir - используется в сочетании с именем мужчины, стоящего выше по положению/возрасту.
- Well left - искусно уклониться, часто - от сложно, проблемной ситуации (термин пришел из крикета). Пример: I well left that offer, it could have caused many problems «Я удачно обошел эту затею, она сулила много проблем».
- Threw/received a googly - говорят, когда случилась неожиданность, часто неприятная (термин из крикета). Пример: Had just settled down and then got the googly about the transfer «Только устроился, а уже получил плохие известия».
- Yorker - о внезапной ситуации, которая может быть опасной (термин из крикета). В отличие от googly, обозначает не просто неприятное, а опасное происшествие. Пример: My mother's heart attack while we were hiking in the mountains hit like a yorker, we were far from any medical help «Смерть моей матери случилась, когда мы были в горах, это было так неожиданно, мы были далеки от какой-то медицинской помощи».
- Hit middle stump - решающий удар, не оставляющий возможности для дальнейших действия (термин из крикета). Пример: Really hit middle stump last year on that contract «Этот прошлогодний контракт был решающим».
- Master Sahib, сокращенно Ma'Sahib - название ремесленника, в основном - портного или плотника.
- Drinking a cigarette/cigar - курить. Глаголы, обозначающие питье (drinking) в местных языках похожи на глаголы, обозначающие курение (smoking).
- Elder - старше (в сравнительном значении). Пример: I am elder to you «Я старше тебя», вместо I am older than you.
- Even - «также, тоже», синонимично well/also/too (все эти слова звучат одинаково на местных языках). Например: Even I didn't know how to do it «Я тоже не знаю, как это сделать».
- Paining - «болеть», например My head is paining «Моя голова болит». В американском и британском английском более распространено слово hurting.
- Shirtings and suitings - процесс изготовления рубашек и костюмов, либо приставка при магазинах, торгующих элитной мужской одеждой.
- Timings - часы работы, или время, запланированное на что-то. Пример: The timing of his delivery is very good «Срок его доставки очень хорош».
- Gentry - термин, обозначающий социальные классы выше среднего.
- Mutton - козлятина (в стандартном английском - баранина).

### Слова, характерные для английского в Южной Азии
Следующие слова довольно популярны во всей Южной Азии, но обычно неизвестны за её пределами:
- batchmate или batch-mate - школьник того же класса (не одноклассник!).
- compass box - ящик с вычислительными приборами (не только с компасом, но и, например, с транспортиром и весами).
- cousin-brother - двоюродный брат, cousin-sister - двоюродная сестра.
- overhead bridge - пешеходный мост.
- flyover - мост, располагающийся над участком автомобильной или железной дороги.
- godown - склад.
- godman - уничижительное прозвище человека, приписывающего себе сверхъестественные силы.
- gully - переулок (от урду گلی‎ galī, с тем же значением).
- long-cut - долгий путь, short-cut - короткий путь.
- mugging/cramming или mugging up - зубрежка, изучение наизусть (в стандартном английском - грабеж).
- nose-screw - женское украшение, кольцо в носу.
- prepone - изменить время встречи на более раннее, postpone - изменить место встречи на более позднее.
- tiffin box - коробка для завтрака или перекуса.
- BHK - «спальня-гостиная-кухня», а, например, 2BHK - «две спальни-гостиница-кухня». Термин используется для недвижимости.
- co-brother - муж сестры жены, то есть слово обозначает отношения между мужчинами, женатыми на двух сестрах, co-sister - жена брата мужа.
- co-inlaws - родня жены/мужа сына/дочери. Показывает отношения между двумя семьями, чьи дети находятся в браке.
- boss - обозначает мужчину-начальника, даже не прямого, например, хозяина магазина: Boss, what is the cost of that pen? «Босс, сколько стоит эта ручка?».
- vote-bank - группа населения, которая собирается проголосовать на выборах за партию/кандидата, пообещавшего привилегии именно ей.
- Rubber - ластик, прикрепленный к карандашу.
- pant - штаны.
- Mess - общественная столовая, в основном - при каком-то учреждении для обслуживания его работников (например, столовая при казарме или общежитии).
- Eve teasing - словесное сексуальное домогательство в отношении женщины.
- Where are you put up? - «Где ты теперь будешь жить/останавливаться/ночевать?».
- acting pricey - так называют действия девушки, когда она пафосно, показательно стесняется, скромничает, «динамит» ухаживающего за ней парня.
- pass out - так говорят о выпуске из учебного заведения. В стандартном английском так говорят только о выпуске из военных академий.
- tight slap - жесткий удар, пощечина.
- Time-pass - делание чего-то для отдыха, но без цели; попытка «тянуть время».
- Time-waste - пустая трата времени.
- Pindrop silence - тишина («достаточно тихо, чтобы услышать звук летящей мухи (pin drop)»).
- chargesheet - обвинения против кого-то в суде или заявление, поданное туда.
- redressal - возмещение (в судопроизводстве; тж. ремонт).
- Hill Station - горный курорт.
- stepney - запасное колесо. По названию компании Stepney Spare Motor Wheel.
- Cooling glasses - солнцезащитные очки.
- cent per cent - 100 процентов.
- loose motion - диарея, понос.
- expire - умереть (чаще - о члене своей семьи).
- bunking - прогул учебы.
- carrying - быть беременной, She is carrying - «Она беременная».
- pressurise - оказать давление на кого-то, воздействовать.
- club или clubbing - положить две вещи вместе, Just club it together - «Просто положи это рядом (друг с другом)».
- cantonment - военный объект.
- giving an exam/test - сдать экзамен. В США и Канаде - taking/writing an exam.
- copy - тетрадь, записная книжка (от copybook).
- lady finger - бамия.

### Архаичные слова в пакистанском английском
Следующие слова являются архаичными в других вариантах английского, но активно используются в пакистанском:
- Curd - йогурт.
- Dicky/dickey/Digy - багажник автомобиля.
- (be) In tension - волноваться, нервничать. Характерно для британского английского 18 века[15].
- Конструкция Into - multiplied by, например 2 into 2 equals 4 «2 умноженное на 2 равно 4». Это характерно для английского в 15 веке, сейчас употребляется 2 times 2 is 4[16].
- ragging - дедовщина (сейчас в США - hazing).
- thrice - используется как «три раза, three times».
- like nothing или like anything для усиления. Например, These people will cheat you like anything «Эти люди обманут тебя как никто другой». Это характерно для разговорного английского в 17 веке[17][18].
- Слова "up to" и "in spite" пишутся как "upto" и "inspite".
- Over - откровенно. Don't be too over with me «Не будь так откровенен со мной».
- Weeping - плач (сейчас crying).

### Медицинские термины
Следующие медицинские термины не совпадают в пакистанском и других вариантах английского, из-за чего часто возникает путаница:
- Viral Fever - «грипп» (станд. influenza).
- Sugar - (сахарный) диабет (станд. Diabetes).
- Jaundice - острый гепатит (станд. Acute Hepatitis).
- Allopathy - используется гомеопатами для обозначения обращения к традиционной медицине.

### Счетная система
Для счета на английском до 100 000 используются стандартные слова, выше этого - индийские.
| Цифры (стандартный английский) | Цифры (пакистанский английский) | Слова (стандартный английский) | Слова (пакистанский английский) |  |
| ------------------------------ | ------------------------------- | ------------------------------ | ------------------------------- |  |
| 10                             | 10                              | ten                            | ten                             |  |
| 100                            | 100                             | one hundred                    | one hundred                     |  |
| 1,000                          | 1,000                           | one thousand                   | one thousand                    |  |
| 10,000                         | 10,000                          | ten thousand                   | ten thousand                    |  |
| 100,000                        | 1,00,000                        | one hundred thousand           | one lac (или lakh)              |  |
| 1,000,000                      | 10,00,000                       | one million                    | ten lac (или lakh)              |  |
| 10,000,000                     | 1,00,00,000                     | ten million                    | one crore                       |  |
| 1,000,000,000                  | 1,00,00,00,000                  | one billion                    | one Arab                        |  |
| 100,000,000,000                | 1,00,00,00,00,000               | one hundred billion            | one kharab                      |  |